# Баркчи

Логотип клубу в 2015—2016 роках

Логотип клубу до 2015 року

Футбольний клуб «Барки Тоджик» (Душанбе) або просто «Барки Тоджик» (тадж. Клуби футболи «Барқи Тоҷик» (Душанбе)) — таджицький професіональний футбольний клуб з міста Душанбе.

## Хронологія назв
- 2006—2014: «Енергетик»
- 2015—н.в.: «Барки Тоджик»

## Історія
Клуб заснований 2006 року під назвою «Енергетик», в цьому сезоні він вперше взяв участь в турнірі Першої ліги і зайняв в ньому перше місце. Очолював команду як граючий тренер Тохір Мумінов, а одним з його помічників був Ораз Назаров.
З 2007 року «Енергетик» бере участь у Вищій лізі чемпіонату Таджикистану. Свій перший матч в чемпіонаті команда провела 24 березня 2007 року проти «Таджиктелекома» і здобула перемогу з рахунком 3:2. Виступ в дебютному сезоні був не надто вдалим — «Енергетик» зайняв 9-те місце серед 11 команд-учасниць.
У 2008 році, посилившись декількома гравцями зі збанкрутілої душанбинської «Хіми», «Енергетик» заграв упевненіше і зайняв 5-те місце в чемпіонаті. У Кубку Таджикистану клуб домігся найвищого успіху в історії — у півфіналі був вибитий багаторазовий чемпіон країни «Регар-ТадАЗ», і «Енергетик» вийшов у фінал, де програв з рахунком 1:2 «Худжанду».
У наступних двох сезонах «Енергетик» відрізнявся стабільністю — займав все теж п'яте місце в чемпіонаті. У 2011 році, посилившись африканськими легіонерами, клуб піднявся на одну сходинку, ставши четвертим.
У сезонах 2012—2013 «Енергетик» виступав набагато слабше, займаючи місця в нижній половині таблиці, незважаючи на те що мав у складі багато легіонерів з Африки. Клуб успішно почав сезон 2014 року і претендував на місце в трійці призерів, але за 6 турів до фінішу знявся з турніру через фінансові проблеми, в результаті фінішував лише сьомим.
Перед початком сезону 2015 року клуб знайшов нового спонсора — замість душанбинської електромережі спонсором стала національна енергетична компанія «Барки Тоджик». Клуб був перейменований на честь свого спонсора.

## Досягнення
- Душанбинська зона Першої ліги чемпіонату Таджикистану з футболу
  -  Чемпіон (1): 2006

- Чемпіонат Таджикистану
  - 4-те місце (1): 2011

- Кубок Таджикистану
  -  Фіналіст (1): 2008

## Статистика виступів у національних турнірах
| Сезон | Ліга | Ліга  | Ліга | Ліга | Ліга | Ліга | Ліга | Ліга | Ліга | Кубок Таджикистану | Бомбардир        | Бомбардир | Тренер                           |
| Сезон | Див. | Міс.  | Іг.  | В    | Н    | П    | ЗМ   | ПМ   | О    | Кубок Таджикистану | Ім'я             | В лізі    | Тренер                           |
| ----- | ---- | ----- | ---- | ---- | ---- | ---- | ---- | ---- | ---- | ------------------ | ---------------- | --------- | -------------------------------- |
| 2007  | 1-ий | 9-те  | 20   | 5    | 3    | 12   | 24   | 40   | 18   |                    |                  |           | Тохірджон Мумінов                |
| 2008  | 1-ий | 5-те  | 40   | 20   | 5    | 15   | 73   | 49   | 65   | Фіналіст           |                  |           | Тохірджон Мумінов                |
| 2009  | 1-ий | 5-те  | 18   | 10   | 2    | 6    | 41   | 18   | 32   |                    |                  |           | Хакім Фазайлов Ібодулло Карімов  |
| 2010  | 1-ий | 5-те  | 32   | 12   | 4    | 16   | 41   | 44   | 40   | 1/4 фіналу         |                  |           | Ібодулло Карімов                 |
| 2011  | 1-ий | 4-те  | 40   | 21   | 3    | 16   | 78   | 64   | 66   |                    |                  |           | Ахлиддін Турдиєв Бахтияр Халімов |
| 2012  | 1-ий | 10-те | 24   | 7    | 6    | 11   | 35   | 34   | 27   | 1/2 фіналу         | Шодибек Гаффоров | 12        | Наймиддін Толібов                |
| 2013  | 1-ий | 8-ме  | 18   | 4    | 4    | 10   | 13   | 23   | 16   |                    |                  |           | Тохірджон Мумінов Хамід Карімов  |
| 2014  | 1-ий | 7-ме  | 18   | 5    | 4    | 9    | 17   | 30   | 19   |                    |                  |           | Алішер Тухтаєв                   |
| 2015  | 1-ий | 7-ме  | 18   | 4    | 2    | 12   | 17   | 32   | 14   | 1/4 фіналу         | Фіруз Рахматофф  | 4         |                                  |

## Відомі гравці
- Шодибек Гаффоров
- Габріель Донто
- Павло Калугин
- Тахірджон Мумінов
- Алішер Улмасов
- Олександр Франк
- Сухроб Хамідов
- Хотам Шавкат

## Відомі тренери
- Тахірджон Мумінов (2006—2008)
- Хікмат Файзулов (2009)
- Ібодулло Каюмов (2009—2010)
- Гаді Барзигар (2011)
- Ахлиддін Турдиєв (2011)
- Бахтияр Халімов (2011)
- Наджмиддін Толібов (2012)
- Тахірджон Мумінов (2013)
- Хамід Карімов (2013)
- Алішер Тухтаєв (2014)